# Isabelle Blanc
Isabelle Blanc (Nîmes, 25 de julho de 1975) é uma snowboarder francesa, campeã olímpica nos Jogos de Salt Lake City em 2002.
Começou a praticar snowboard em 1993, e no ano seguinte venceu a edição inaugural do Campeonato Mundial Júnior no slalom.
Em 1998 participou de sua primeira Olimpíada de Inverno, mas caiu na segunda descida e foi eliminada. Já nas Olimpíadas de 2002, Blanc não falhou e conquistou a medalha de ouro na modalidade slalom gigante paralelo.
Também participou dos Jogos Olímpicos de Inverno de 2006, na qual ficou em 14º lugar.